# Anton Bütler
Anton Bütler   (Auw, 12 d'agost de 1819 - Lucerna, 18 de novembre de 1874) nascut Joseph Antonius Laurentius Bütler va ser un pintor de paisatges, història i esglésies suís.

## Vida i obra

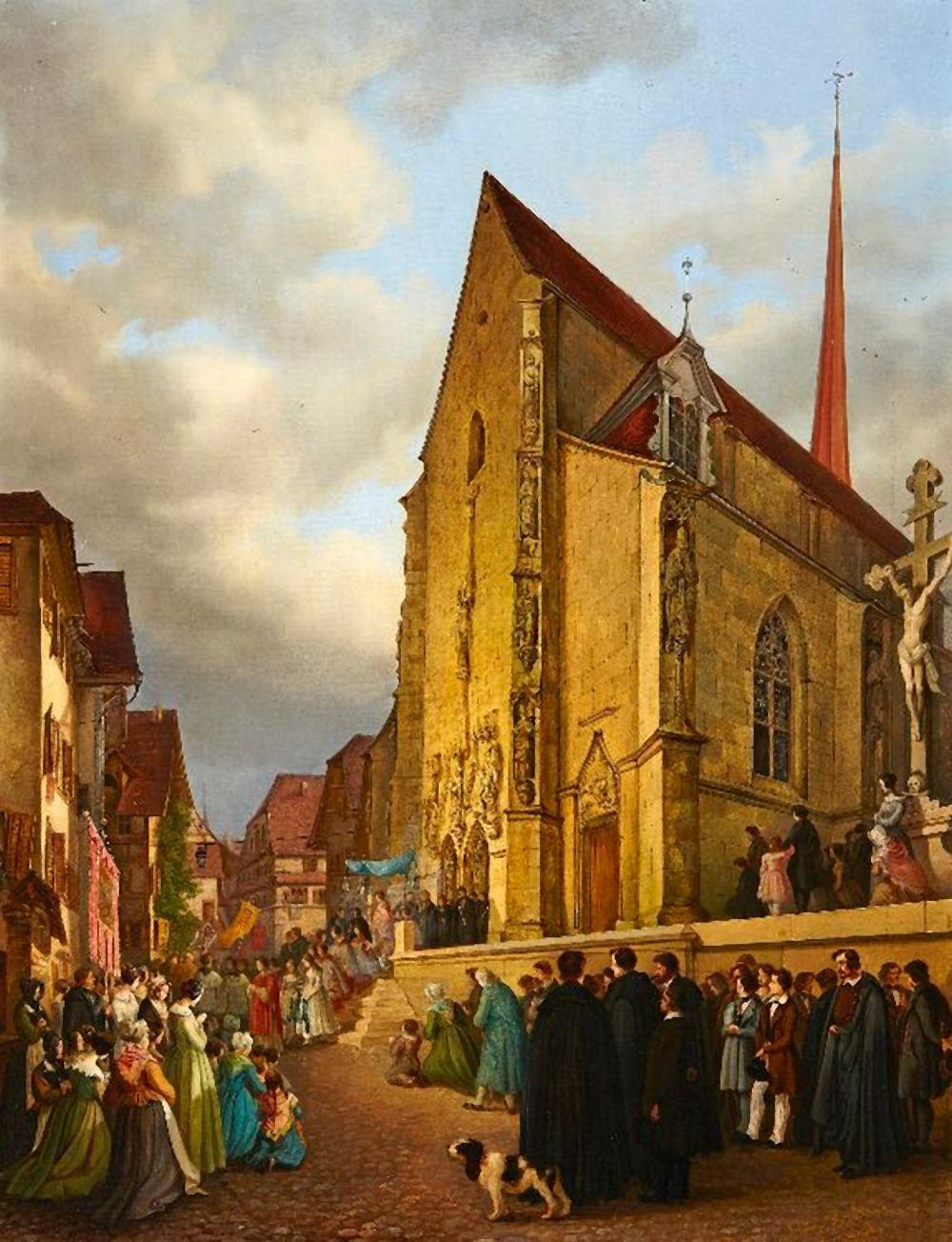
Processó a Zug,
a St. Oswald (Zug)

Era fill de Niklaus Bütler, un artista, i de la seva dona Anna Maria, de soltera Trutmann. Va passar la major part de la seva infància i joventut a Küssnacht, on la seva família es va traslladar el 1820. Les seves primeres lliçons d'art van venir del seu pare.
Quan tenia setze anys, va anar a l'Acadèmia de Belles Arts de Munic; copiant els mestres holandesos i treballant com a ajudant de Peter von Cornelius. El 1840 es va instal·lar a Lucerna, on la seva família s'havia traslladat l'any anterior, i va instal·lar un estudi. El 1844 va rebre l'encàrrec de decorar la Kantonsrat (Lucerna). També pintà alguns retaules. El 1848, va deixar Lucerna per a estudis posteriors. Algunes fonts diuen que va tornar a Munic, d'altres que va anar a la Kunstakademie Düsseldorf i va treballar sota la direcció de Friedrich Wilhelm von Schadow.
Del 1855 al 1857 va estar a Roma. De 1865 a 1868, buscant promoure la seva carrera, va viure a Düsseldorf, amb el seu germà Joseph, que també era pintor. Va tornar a Lucerna, però, i hi va romandre la resta de la seva vida. Les seves obres posteriors inclouen escenes històriques i religioses, així com paisatges. També va promoure l'establiment d'una escola de dibuix per a artesans i va treballar en projectes de conservació en diverses esglésies, així com en una capella dedicada a Guillem Tell, a Küssnacht, que el seu pare havia ajudat a decorar el 1834.